# Copa Campeonato 1919
La Copa Campeonato 1919 fu organizzata dalla Asociación Argentina de Football. Il titolo venne assegnato al Boca Juniors nonostante il campionato non fosse stato portato a termine.

## Classifica finale
|    | Classifica finale | Pti | G | V | N | P | GF | GS | DR  |
| -- | ----------------- | --- | - | - | - | - | -- | -- | --- |
| 1. | Boca Juniors      | 16  | 8 | 8 | 0 | 0 | 29 | 5  | +24 |
| 2. | Estudiantes LP    | 7   | 8 | 3 | 1 | 4 | 10 | 7  | +3  |
| 3. | Huracán           | 4   | 5 | 2 | 0 | 3 | 3  | 11 | -8  |
| 4. | Eureka            | 3   | 5 | 1 | 1 | 3 | 5  | 8  | -3  |
| 5. | Sportivo Almagro  | 3   | 4 | 1 | 1 | 2 | 3  | 8  | -5  |
| 6. | Porteño           | 3   | 6 | 1 | 1 | 4 | 5  | 16 | -11 |

## Classifica marcatori[1]
| Gol |  |  | Giocatore        | Squadra      |
| --- |  |  | ---------------- | ------------ |
| 6   |  |  | Alfredo Garasini | Boca Juniors |
| 6   |  |  | Alfredo Martín   | Boca Juniors |